# Принцип антисиметричності
Принцип антисиметричності (англ. antisymmetry principle) — у квантовій хімії — постулат про те, що електрони повинні описуватись хвильовими функціями, які є антисиметричними
по відношенню до перестановки координат (включаючи спін) пари електронів. Наслідком його є те, що два електрони, які займають одну орбіталь, мусять відрізнятись значеннями принаймні одного квантового числа.